# Spherillo damarensis
Spherillo damarensis är en kräftdjursart som först beskrevs av Panning 1924.  Spherillo damarensis ingår i släktet Spherillo och familjen Armadillidae. Inga underarter finns listade i Catalogue of Life.